# Blastobasis trachelista
Blastobasis trachelista é uma espécie de mariposa do gênero Blastobasis pertencente à família Coleophoridae.